# Orthonops lapanus
Orthonops lapanus  (лат.) — вид мелких пауков рода Orthonops из семейства Caponiidae. Северная Америка: Мексика, США.

## Описание
Длина самцов до 4,19 мм (самки крупнее — до 6,05 мм). Имеют только 2 глаза. Развит вентральный полупрозрачный киль на переднем метатарзусе и сильно редуцированную полупрозрачную мембрану между метатарзусом и лапкой передней пары ног.
Вид Orthonops lapanus был впервые описан в 1940 году американскими арахнологами Виллисом Джоном Герчем (Willis John Gertsch, 1906—1998) и Стенли Мулаиком (S. Mulaik). В 1995 году его валидность подтверждена в ходе родовой ревизии американским арахнологом профессором Норманом Платником (Norman I. Platnick; Американский музей естественной истории, США). Таксон Orthonops overtus включён в состав рода Orthonops Chamberlin, 1924 (вместе с Orthonops gertschi, Orthonops giulianii, Orthonops icenoglei, Orthonops overtus, Orthonops ovalis, Orthonops zebra и другими).